# Droit de visite des navires étrangers

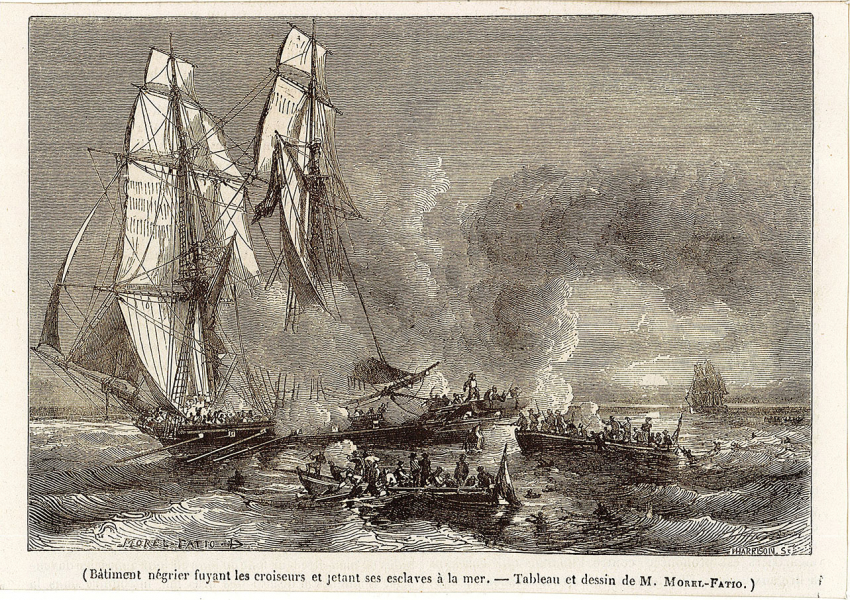
Bâtiment négrier fuyant les croiseurs et jetant ses esclaves à la mer, par Léon Morel-Fatio, 1844.

Le droit de visite des navires étrangers, était le cadre légal dans lequel la marine anglaise s'autorisait l'inspection de tout navire dans le but de traduire en justice les trafiquants d'esclaves. Il fut le fruit de négociations internationales qui ont suivi le triomphe des Anglais à Waterloo en 1815, après quoi ces derniers s'efforcèrent de l'imposer aux grandes puissances coloniales à partir de 1823. C'est un moment fort de la lutte contre la traite des esclaves, qui a inspiré Coke en Stock d'Hergé, et le film de Steven Spielberg, Amistad (1997).
Grâce à la domination des océans par les grands vaisseaux de la Royal Navy, conservés après la guerre d'indépendance américaine puis victorieux, à la bataille de Trafalgar, il a fait chuter drastiquement le nombre d'esclaves déportés vers l'Amérique.
Parmi les principales étapes du droit de la mer, qui s'est développé au XIXe siècle, il entraîne la création du « British African Squadron », spécialisé dans la traque des trafiquants.
Prévu explicitement par une série de traités internationaux, à l'initiative britannique, sous la pression des milieux abolitionnistes anglo-saxons, il parvient à faire disparaître les traites négrières.
Jusqu'en 1820, les Anglais sont les seuls vraiment actifs dans la répression des traites négrières. Les États-Unis refusent le droit de visite, les autres pays veulent limiter son amplitude géographique.
Seul un traité avec l'Espagne du 22 novembre 1817 accorde un premier droit de visite sur les bateaux espagnols en échange d'une indemnité de 170 000 dollars. Des traités similaires sont signés en 1818 avec les Pays-Bas, plus tard en 1826 avec le Brésil, et des commissions mixtes, dotées de véritables tribunaux instituées en Angola, au Suriname et à La Havane.
Dans les années 1840, ces traités sont appliqués sérieusement par les États-Unis, Cuba et le Brésil, permettant de programmer l'abolition de l'esclavage dans ces trois pays où les propriétaires terriens la combattaient encore.

## Histoire
La plupart des pays impliqués dans les traites négrières les ont abolies au XIXe siècle, plusieurs décennies avant de le faire pour l'esclavage, afin de créer un effet de rareté sur le nombre d'esclaves, pour faire monter leur prix et se concilier leurs propriétaires.

### Le contexte abolitionniste dans le monde
Aux États-Unis, dès 1776, le second congrès continental vote une résolution s'opposant aux importations d'esclaves, suivi par bon nombre d’États dont la Virginie en 1778, mais la pratique de l'esclavage reste légale.
Le parlement anglais vote le Dolben Act de 1788, qui restreint le nombre d'esclaves transportés à cinq personnes pour trois tonneaux, puis une personne par tonne au delà d'un seuil de 200 tonneaux. Dans les autres pays, un ratio d'un tonneau pour 2 à 3 esclaves n'est alors pas rare. En 1799, une nouvelle loi anglaise restreint le nombre d'esclaves transportés aux dimensions et caractéristiques des bateaux, ce qui réduit encore d'un tiers la capacité par tonneau. En 1789, l'Espagne met au contraire en place un monopole pour les négriers espagnols approvisionnant Cuba, et envoie à Londres des négriers se former, mais sans réel effet, faute de débouchés agricoles suffisants à Cuba. En Louisiane, le gouverneur espagnol Esteban Rodríguez Miró, bannit en 1786 l'importation d'esclaves nés dans la Caraïbe, jugés plus dangereux, en raison de la progression des idées abolitionnistes dans les empires français et anglais. Par prudence, son successeur Francisco Luis Hector de Carondelet interdit même toute importation d'esclaves en 1796, année de la déclaration de guerre de l'Espagne à l'Angleterre, qui expose les navires espagnols et français à la capture en mer: au cours de la décennie suivante, les négriers espagnols ne représenteront que 10 % des importations d'esclaves à Cuba, où naît une nébuleuse de pirates-négriers américains, portugais ou apatrides, qui bénéficient des contraintes imposées aux concurrents anglais. La révolution haïtienne combat la piraterie des années 1800 dans la Caraïbe, liée à la traite négrière illégale, pour rendre la traite plus dangereuse et plus difficile, et s'attire la sympathie d'une partie des abolitionnistes anglais.
En 1793, le Danemark interdit la traite négrière pour dix ans, tandis que l'esclavage est aboli en France l'année suivante mais rétabli peu après par Bonaparte, l'ennemi juré des Anglais, à qui il impose un blocus des ports, amenant ces derniers à s'allier au Portugal, dont la famille royale émigre au Brésil en 1807.
Le mouvement abolitionniste est confronté à une grosse difficulté : la révolution industrielle dans les pays riches, conjuguée à une forte croissance démographique dans le monde, créé une énorme hausse de la consommation des produits tropicaux dont la culture est entre les mains de propriétaires d'esclaves, qui ainsi s'enrichissent et jouent un rôle politique majeur dans leurs pays. Entre 1820 et 1860, les récoltes de leaders mondiaux des trois principales cultures tropicales, suivent des courbes quasi-similaires: la production de café brésilien est multipliée par 8, celle de coton américain et de sucre cubain par 6. Dans les premières décennies du siècle, Cuba et le Brésil restent par ailleurs longtemps numéros deux mondiaux pour un autre produit (le café cubain, le coton et le sucre brésilien).

### La loi anglaise de 1807
L'étape la plus importante est la loi d'abolition de la traite négrière, votée le 25 mars 1807 en Angleterre, fixant une amende de 100 sterling par esclave. La France et les États-Unis prennent les mêmes décisions l'année suivante, mais sans les appliquer, ce qui ne satisfait pas les abolitionnistes anglais[réf. nécessaire].

### Les textes de 1814 et 1815
L'abolition définitive de l'esclavage par la Suède en 1813 et par les Pays-Bas en 1814 donne des atouts aux abolitionnistes anglais. Le traité de Gand, signé le 24 décembre 1814 à Gand (aujourd'hui en Belgique), qui marque la fin de la guerre de 1812 entre les États-Unis et le Royaume-Uni, appelle les deux pays à organiser l'abolition de la traite des esclaves, même si les Anglais doivent rendre ceux qu'ils ont libérés lors de la guerre de 1812. Il ne mentionne pas encore de droit de visite des navires étrangers.
Le congrès de Vienne, du 8 février 1815, est précédé par un traité entre le Portugal et l'Angleterre le 22 janvier 1815, dans lequel le régent s'engage à une abolition immédiate. C'est le premier texte à mentionner le droit de visite des navires étrangers. Mais ces premiers traités abolitionnistes anglo-portugais excluent longtemps l'Atlantique Sud et l'océan Indien, où la Royal Navy ne s'arroge le droit de visite que dans les années 1840. En effet, le traité anglo-portugais de 1815 permet l'inspection des navires par les Anglais mais seulement au nord de l’Équateur, au moment où les portugais décident de se concentrer sur le trafic négrier surtout au sud, sur les côtes de l'Angola.

### Sur les navires américains

#### Les conséquences de la guerre d'indépendance
Le sentiment anti-anglais consécutif à la guerre d'indépendance américaine a été un obstacle au droit de visite des navires étrangers par les Anglais d'autant que ces derniers ont récupéré la totalité des grands navires, le nouveau pays n'ayant que les petits réservés au cabotage.
La révolution noire de Saint-Domingue inquiète par ailleurs les planteurs esclavagistes du sud des États-Unis.
Le président John Adams mécontente l'opposition en ordonnant à la marine américaine de capturer les navires négriers français et seul le traité de Mortefontaine mit fin en 1800 à la quasi-guerre maritime entre les deux pays. Le Parti français à Washington a contribué au même moment au triomphe de Thomas Jefferson, lors de l'élection présidentielle américaine de 1800.
Allant plus loin que le traité de Gand de 1814, une Convention anglo-américaine de 1818 sur le droit de visite mentionne en contrepartie une indemnisation des planteurs et propriétaires d'esclaves américains qui se disent lésés par la guerre anglo-américaine de 1812. Et cette convention est souvent détournée.

#### Les suites des scandales de l'île d'Amelia et d'Amistad
A l'automne 1817, le scandale de l'île d'Amelia change la donne aux États-Unis. Il voit une armée de négriers menés par le pirate français Louis-Michel Aury s'emparer d'un territoire espagnol, est à l'origine d'une loi américaine réprimant sévèrement la traite. Votée le 20 avril 1818 à l'initiative du président américain James Monroe, elle offre une récompense aux esclaves ou aux associés de négriers donnant des informations permettant de faire saisir des navires.
Toujours en 1818, le président américain John Quincy Adams proteste contre la saisie de négriers américains en Sierra Leone, puis il accepte d'envoyer trois navires en Afrique en 1820 : ils constatent que les négriers peuvent changer facilement de pavillon pour échapper au droit de visite. Suivent des propositions d'accords de fouille réciproques, effectuée par les Anglais aux Américains en 1824 et 1831, mais sans succès, du coup les Anglais se contentent de signer avec les Français en 1831.

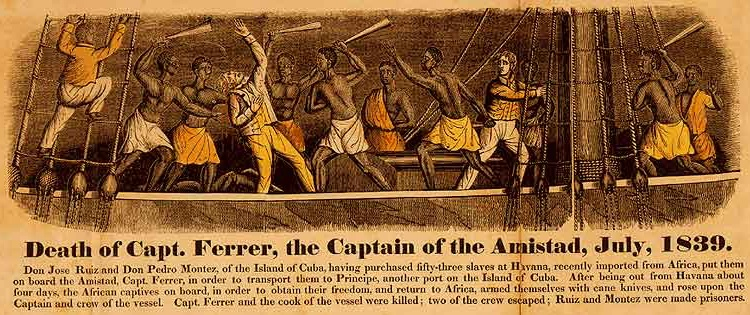
Révolte sur le navire négrier La Amistad.

Lors de l'affaire de La Amistad en 1839-1841, qui a inspiré le film Amistad de Steven Spielberg, les États-Unis invoquent l'arrêt Antelope de la Cour suprême des États-Unis en 1825 : la traite est illégale internationalement mais chaque pays peut appliquer ses propres jugements à telle ou telle partie des esclaves transportés.
En 1841, le message au Congrès du président John Tyler refuse de condamner les négriers étrangers qui recourent au pavillon américain, ce qui génère une forte tension avec l'Angleterre, celle-ci imposant le traité Webster-Ahburton, en 1842, qui organise un partage de la surveillance des négriers entre les deux pays. Mais il n'est pas appliqué par les américains. Dans les années 1860, le président Abraham Lincoln admet le droit de visite, suspendu de fait depuis 1820.

### Sur les navires négriers portugais
Le traité anglo-portugais de janvier 1815 ne donne aux navires anglais un droit de visite qu'au nord de l'Equateur, au moment où les portugais sont négriers surtout au sud, sur les côtes de l'Angola, tendance qui se renforce.
Finalement, la loi anglaise du 24 août 1839 autorise la Royal Navy à capturer tous les navires portugais suspects, et permet la saisie effective de dizaines de bâtiments, ce qui oblige le gouvernement portugais à coopérer.

### Sur les navires allant au Brésil

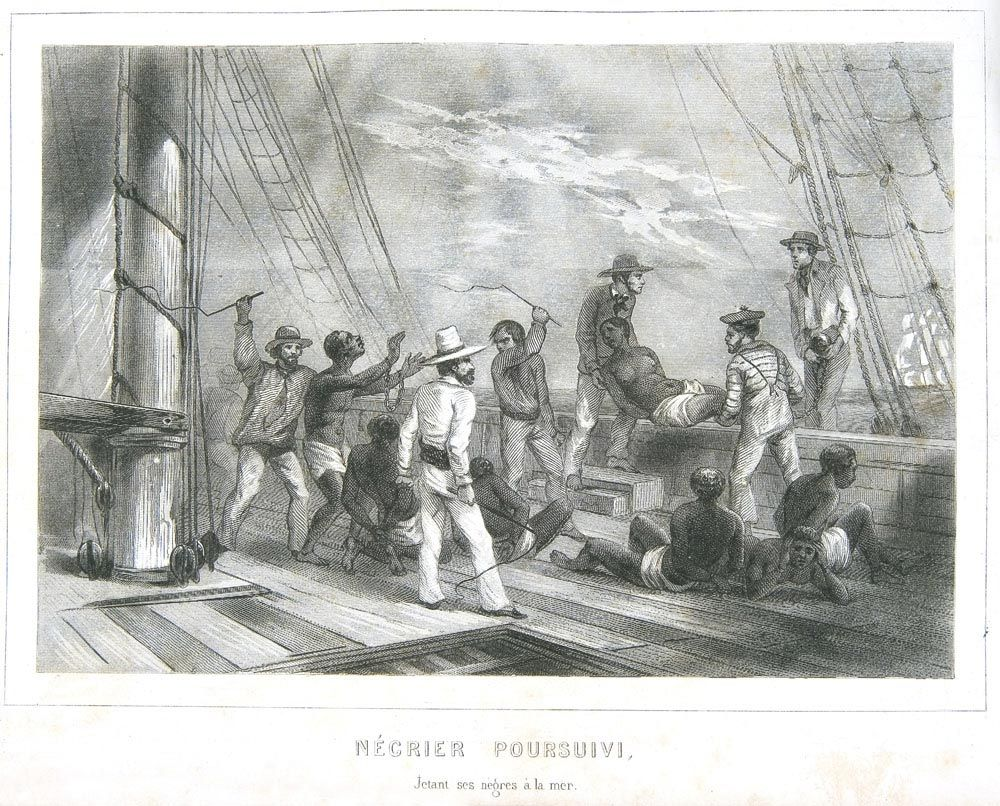
Navire négrier poursuivi, jetant ses nègres à la mer. Gravure du XIXe siècle.

L'interdiction des traites négrières vers les colonies anglaise et françaises a changé la donne : environ 55 % des esclaves importés aux Amériques entre 1800 et 1825 vont au Brésil, proportion qui monte à 57 % lors du quart de siècle suivant, mais pour un total moins élevé.
Ces proportions amènent les navires anglais à surveiller de plus en plus près ce pays. En 1829-1830, en seulement 18 mois, le Brésil importe 100 000 esclaves, bafouant le traité qu'il avait signé, interdisant d'en importer après 1829 et anticipant un durcissement de la loi : pendant la Régence, qui commença le 7 novembre 1831, la Chambre des Députés vote une loi interdisant l’introduction d'esclaves africains au Brésil, mais ne fut cependant pas appliquée.
En mars 1845, le délai prévu par le dernier traité signé entre le Brésil et la Grande-Bretagne prit fin. En août, Lord Aberdeen, du ministère britannique des Relations extérieures, fait voter le Bill Aberdeen, donnant à l’Amirauté britannique le droit d’arraisonner les navires négriers, même dans les eaux territoriales brésiliennes, et de faire passer devant la justice leurs commandants. Anticipant les achats avant l’interdiction définitive, cette loi anglaise provoqué une forte hausse du prix des esclaves sur le marché brésilien. Selon l'historien Caio Prado Junior, 50 324 esclaves sont entrés en 1846 au Brésil, et 60 000 en 1848.
En 1850, les planteurs brésiliens se rendent compte que leurs « fronts pionniers » doivent aller de plus en plus dans l'intérieur des terres, avec le recours au chemin de fer et aux capitaux anglais et acceptent que la traite soit interdite et remplacée par des immigrants européens. C'est aussi l'époque où l'Angleterre, victorieuse de son conflit avec l'Argentine, durcit encore sa politique de contrôle.
Le Brésil abolit officiellement la traite en 1850, mais l'esclavage seulement le 13 mai 1888, ce qui cause le renversement de l'empereur Pedro II).

### Sur les navires allant à Cuba
Les navires allant à Cuba y importent des esclaves pour les plantations de café développées par les exilés français, dont l'expansion culmine dans les années 1830, puis qui sont supplantées par la domination des plantations sucrières. Cuba sert aussi de plaque tournante pour l'importation d'esclaves aux États-Unis. Les marchands du Rhode Island deviennent spécialisés dans le trafic d'esclaves passant par Cuba puis vers l'Amérique, via l'île d'Amélia, entre la Georgie et la Floride espagnole, qui abrite parfois jusqu'à 300 navires en même temps, et accueille le pirate et négrier français Louis-Michel Aury. En mars 1818, un rapport des douanes assure que des esclaves entrent en Georgie par ce biais quasiment tous les jours. Ce trafic connait un premier pic pendant la guerre de 1812, avec un flux de 20 000 personnes par an, puis il est freiné par le pardon offert à Jean Laffite en échange de son soutien aux anglais lors du siège de la Nouvelle Orléans. Le scandale de l'île d'Amelia est à l'origine d'une loi votée en 1818 à l'initiative du président américain James Monroe, qui offre une récompense aux esclaves ou aux associés de négriers donnant des informations permettant de faire saisir des navires. La vente issue de la saisie est partagée en deux, la moitié pour l'informateur et l'autre pour l'État. Ce trafic est stoppé par le compromis du Missouri de 1820, mais il reprend car les clippers batis à Baltimore battent de vitesse la Royal Navy. Après 1830, c'est New York, qui devient la base négrière américaine, supplanté en 1836 par le Texas, où 15 000 esclaves sont introduits en 1837. Le dernier navire négrier arrive à Cuba en 1867.

### Sur les navires français

#### Le virage de 1823 et les résistances

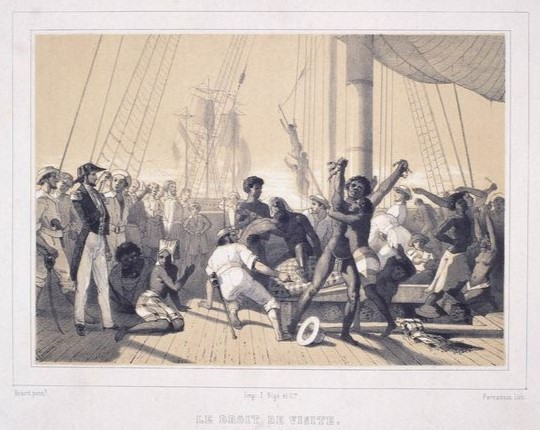
Droit de visite, dessin de François-Auguste Biard, gravé par Alexis Perrassin en 1846 (Musée d'Aquitaine, Bordeaux).

La France accepte de créer en 1818 une « croisière » chargée de réprimer les traites négrières en Afrique, mais son efficacité n'est renforcée qu'en 1823. Des accords de fouille réciproques sont signés avec les Anglais en 1831.
Après 1835, on ne dénombre plus que 20 navires français à s'être livrés à la traite.
L'État français coopère mais une partie des milieux d'affaires français accuse l'Angleterre de vouloir simplement ruiner la France et juge la traite comme un acte patriotique, pour la richesse de la France. En 1845, le droit de visite est supprimé par la France.
La justice fait même libérer des négriers espagnols, portugais et brésiliens pris par la « Croisière ».

#### Le virage de la révolution de 1848
La révolution de 1848 décide finalement l'abolition de l'esclavage dans les colonies française, rendant les Traites négrières inutiles vers cette destination.
Mais le Second Empire voit des détournements. En 1851, le roi africain Sodji de Porto-Novo signe un traité de commerce et d'amitié avec la France pour développer l'exportation d'huile de palme. Il fait planter de nouvelles palmeraies au nord de Porto-Novo, sur les conseils des négociants afro-brésiliens qui tirent bénéfice des traites négrières, réprimée par le British African Squadron, et sont en lien avec des négociants français. Il veut protéger son commerce d'huile de palme et fait planter de nouvelles palmeraies au nord de Porto-Novo, dont les savonneries marseillaises seront le débouché. C'est une étape importante dans l'histoire de la culture de l'arachide car les palmeraies ainsi mises en orbite dans le commerce colonial français en sortent peu après, obligeant à trouver de nouvelles matières premières pour les savonneries marseillaises qui en avaient profité.

## Arts et littérature
- Le combat pour le droit de visite des navires étrangers a eu les honneurs des arts et littérature, sous la forme d'Amistad, film historique de Steven Spielberg, sorti en 1997 et interdit aux moins de 14 ans aux États-Unis, et d'un clin d'œil humoristique de l'auteur de bandes dessinées belge Hergé, dans l'album Coke en stock[12].